# Prejanopterus
Prejanopterus is een geslacht van uitgestorven pterosauriërs, behorend tot de groep van de Pterodactyloidea, dat leefde tijdens het Vroeg-Krijt in het gebied van het huidige Spanje.

## Vondst en naamgeving
In 1993 en 1994 werden, na een ontdekking in 1980, tien blokken fossielhoudend gesteente uitgezaagd op de westelijke helling van de Peña Isasa bij Yacimiento de Fuente Amarga in La Rioja. Die bleken bij nader onderzoek vele losse botten te bevatten, waaronder die van een pterosauriër.
De soort Prejanopterus curvirostra is in 2010 benoemd en beschreven door Carolina Fuentes Vidarte en Manuel Meijide Calvo als Prejanopterus curvirostra. De geslachtsnaam is afgeleid van het dorp Préjano en combineert de naam hiervan met een gelatiniseerd Grieks pteron, 'vleugel'. De soortaanduiding is afgeleid van het Latijn curvus, 'gebogen' en rostrum, 'snuit', een verwijzing naar de gebogen kaken. Omdat de geslachtsnaam mannelijk is, moest de soortaanduiding, indien al niet in eerste instantie gekozen werd voor het nog betere 'curvirostris', overeenkomstig 'curvirostrus' luiden. In 2012 werd de soortaanduiding inderdaad geëmendeerd in curvirostris; het ICZN staat weliswaar alleen een emendatie toe die het geslacht aanpast maar de emendatoren achtten de verdere taalkundige verbetering hierdoor gedekt. De soortnaam zou daarmee Prejanopterus curvirostris zijn.
Het holotype F. A. 112 is gevonden in een laag van de Lezaformatie die dateert uit het vroege Aptien. Het bestaat uit drie aaneensluitende stukken snuit. Als paratype is F. A. 185 aangewezen, een snuit van een ander exemplaar. Verder zijn verschillende andere schedelfragmenten aan de soort toegewezen: een derde snuit (F. A. 112), een snuitfragment (F. A. 185), onderkaken (F. A. 3  160 en F. A.163) en een quadratum (F. A. 114). Daarnaast zijn tientallen fragmenten en losse botten van de rest van het skelet toegewezen, waaronder ellepijpen, vierde middenhandsbeenderen, vijf eerste vingerkootjes van de vierde vinger, een bekken, prepubes, dijbeenderen, scheenbeenderen en middenvoetsbeenderen. Wervels ontbreken. Prejanopterus was daarmee in 2010 de meest volledig bekende pterosauriër uit Spanje. Het is daarbij de eerste pterosauriër die uit het Onder-Krijt van Spanje benoemd is.

## Beschrijving
Door de fragmentarische aard van de vondsten is het moeilijk een goed beeld van het dier te krijgen. De beschrijvers hebben enige onderscheidende kenmerken van de schedel weten vast te stellen. De snuit is langwerpig, dertien centimeter lang, en zeer spits met een duidelijke anderhalve millimeter diepe groeve op de middenlijn van het verhemelte. In de bovenkaken zijn de eerste vijf tandparen en paren negen en tien beduidend kleiner dan paren zes tot en met negen en twaalf tot en met twintig. De tanden in de maxilla zijn kort en plat. De onderkaken zijn lang en plat. Hun vergroeiing vooraan beslaat 35% van de lengte van de totale mandibula. Snuit noch onderkaken dragen een kam. De meest opmerkelijke eigenschap is wel dat de snuit bij het holotype naar links buigt terwijl de onderkaken van de andere specimina kaarsrecht zijn. Volgens de beschrijvers gaat het niet om een post-mortemvervorming van het fossiel want F. A. 185 toont dezelfde buiging. Een vervolgstudie uit 2012 concludeerde echter dat het in beide gevallen toch ging om een gevolg van compressie tijdens het fossiliseren. De bovenkaak is in feite in de lengterichting kaarsrecht maar toont wel een lichte kromming naar boven.
De snuit heeft een driehoekige doorsnede. De onderkaken geven een indicatie van de lengte van de schedel: de langste mandibula meet 148 millimeter. De veertig tanden zijn zelf niet bewaard gebleven; alleen de ovale tandkassen tonen hun grootte. De grootste hebben een lengte van 2,9 millimeter en een breedte van 1,8 millimeter.
Het grootste dijbeen heeft een lengte van twaalf centimeter. Omdat er geen opperarmbeen tot de resten behoort, is het moeilijk de vleugelspanwijdte direct te meten. De beschrijvers hebben daarom vanuit het dijbeen de vlucht geëxtrapoleerd op 4,26 meter. Dit is echter een wat onbetrouwbare methode, vooral omdat Prejanopterus vrij stevige achterpoten schijnt te hebben bezeten. Het langste scheenbeen is 146 millimeter lang. De bekende grootste maten voor de verschillende vleugelonderdelen zijn vijftien centimeter voor de ellepijp, 86 millimeter voor het vierde middenhandsbeen en 245 millimeter voor het eerste vingerkootje van de vleugelvinger. Deze afmetingen wijzen op een spanwijdte van hoogstens drie meter. In 2012 werd geconcludeerd dat een spanwijdte van zo'n twee meter het waarschijnlijkst was.

## Fylogenie
De beschrijvers wezen Prejanopterus toe aan de Pterodactyloidea. Ze voerden geen exacte kladistische analyse uit en wisten ook niet door een kwalitatieve vergelijking een pterodactyloïde groep aan te geven waaraan de soort duidelijk verwant zou zijn, dus onthielden ze zich van een nadere determinering. In 2012 werd geconcludeerd dat de positie basaal in de Pterodactyloidea was, onder Pterodactylus maar boven Cycnorhamphus/Gallodactylus in de stamboom.
Het volgende kladogram toont de positie van Prejanopterus volgens de studie uit 2012.
|  | Cearadactylus |
|  |               |
|  | Gnathosaurus  |
|  |               |
|  | Ardeadactylus |
|  |               |

|  | Pterodaustro |
|  |              |
|  | Ctenochasma  |
|  |              |
|  | Gegepterus   |
|  |              |
|  | Eosipterus   |
|  |              |

|  | Cearadactylus |
|  |               |
|  | Gnathosaurus  |
|  |               |
|  | Ardeadactylus |
|  |               |

|  | Pterodaustro |
|  |              |
|  | Ctenochasma  |
|  |              |
|  | Gegepterus   |
|  |              |
|  | Eosipterus   |
|  |              |

|  | Cearadactylus |
|  |               |
|  | Gnathosaurus  |
|  |               |
|  | Ardeadactylus |
|  |               |

|  | Pterodaustro |
|  |              |
|  | Ctenochasma  |
|  |              |
|  | Gegepterus   |
|  |              |
|  | Eosipterus   |
|  |              |

|  | Cearadactylus |
|  |               |
|  | Gnathosaurus  |
|  |               |
|  | Ardeadactylus |
|  |               |

|  | Pterodaustro |
|  |              |
|  | Ctenochasma  |
|  |              |
|  | Gegepterus   |
|  |              |
|  | Eosipterus   |
|  |              |

|  | Cearadactylus |
|  |               |
|  | Gnathosaurus  |
|  |               |
|  | Ardeadactylus |
|  |               |

|  | Pterodaustro |
|  |              |
|  | Ctenochasma  |
|  |              |
|  | Gegepterus   |
|  |              |
|  | Eosipterus   |
|  |              |

|  | Cearadactylus |
|  |               |
|  | Gnathosaurus  |
|  |               |
|  | Ardeadactylus |
|  |               |

|  | Pterodaustro |
|  |              |
|  | Ctenochasma  |
|  |              |
|  | Gegepterus   |
|  |              |
|  | Eosipterus   |
|  |              |

|  | Cearadactylus |
|  |               |
|  | Gnathosaurus  |
|  |               |
|  | Ardeadactylus |
|  |               |

|  | Pterodaustro |
|  |              |
|  | Ctenochasma  |
|  |              |
|  | Gegepterus   |
|  |              |
|  | Eosipterus   |
|  |              |

|  | Cearadactylus |
|  |               |
|  | Gnathosaurus  |
|  |               |
|  | Ardeadactylus |
|  |               |

|  | Pterodaustro |
|  |              |
|  | Ctenochasma  |
|  |              |
|  | Gegepterus   |
|  |              |
|  | Eosipterus   |
|  |              |

|  | Cearadactylus |
|  |               |
|  | Gnathosaurus  |
|  |               |
|  | Ardeadactylus |
|  |               |

|  | Pterodaustro |
|  |              |
|  | Ctenochasma  |
|  |              |
|  | Gegepterus   |
|  |              |
|  | Eosipterus   |
|  |              |

|  | Cearadactylus |
|  |               |
|  | Gnathosaurus  |
|  |               |
|  | Ardeadactylus |
|  |               |

|  | Pterodaustro |
|  |              |
|  | Ctenochasma  |
|  |              |
|  | Gegepterus   |
|  |              |
|  | Eosipterus   |
|  |              |

|  | Cearadactylus |
|  |               |
|  | Gnathosaurus  |
|  |               |
|  | Ardeadactylus |
|  |               |

|  | Pterodaustro |
|  |              |
|  | Ctenochasma  |
|  |              |
|  | Gegepterus   |
|  |              |
|  | Eosipterus   |
|  |              |

|  | Cearadactylus |
|  |               |
|  | Gnathosaurus  |
|  |               |
|  | Ardeadactylus |
|  |               |

|  | Pterodaustro |
|  |              |
|  | Ctenochasma  |
|  |              |
|  | Gegepterus   |
|  |              |
|  | Eosipterus   |
|  |              |

|  | Cearadactylus |
|  |               |
|  | Gnathosaurus  |
|  |               |
|  | Ardeadactylus |
|  |               |

|  | Pterodaustro |
|  |              |
|  | Ctenochasma  |
|  |              |
|  | Gegepterus   |
|  |              |
|  | Eosipterus   |
|  |              |

|  | Cearadactylus |
|  |               |
|  | Gnathosaurus  |
|  |               |
|  | Ardeadactylus |
|  |               |

|  | Pterodaustro |
|  |              |
|  | Ctenochasma  |
|  |              |
|  | Gegepterus   |
|  |              |
|  | Eosipterus   |
|  |              |

|  | Cearadactylus |
|  |               |
|  | Gnathosaurus  |
|  |               |
|  | Ardeadactylus |
|  |               |

|  | Pterodaustro |
|  |              |
|  | Ctenochasma  |
|  |              |
|  | Gegepterus   |
|  |              |
|  | Eosipterus   |
|  |              |

|  | Cearadactylus |
|  |               |
|  | Gnathosaurus  |
|  |               |
|  | Ardeadactylus |
|  |               |

|  | Pterodaustro |
|  |              |
|  | Ctenochasma  |
|  |              |
|  | Gegepterus   |
|  |              |
|  | Eosipterus   |
|  |              |

## Levenswijze
De beschrijvers gaven geen functionele verklaring van de kromme snuit, een eigenschap die, als zij authentiek is en geen artefact van de conservering, het het dier vrijwel onmogelijk moet hebben gemaakt de bek te sluiten. Hoe op deze wijze een prooi zou kunnen worden gevangen, is door de auteurs niet in een hypothese nader uitgewerkt. Zou de snuit in feite recht geweest zijn, zoals de studie uit 2012 concludeerde, dan ligt een levenswijze als viseter voor de hand, die voor dergelijke pterosauriërs met spitse kaken meestal wordt aangenomen. De grotere tanden vooraan zouden dan gediend hebben de glibberige prooi vast te houden.